# Egon Brosig
Egon Brosig (* 25. Oktober 1889 in Ohlau, Schlesien; † 23. Mai 1961 in Berlin) war ein deutscher Schauspieler und Sänger.

## Leben und Werk

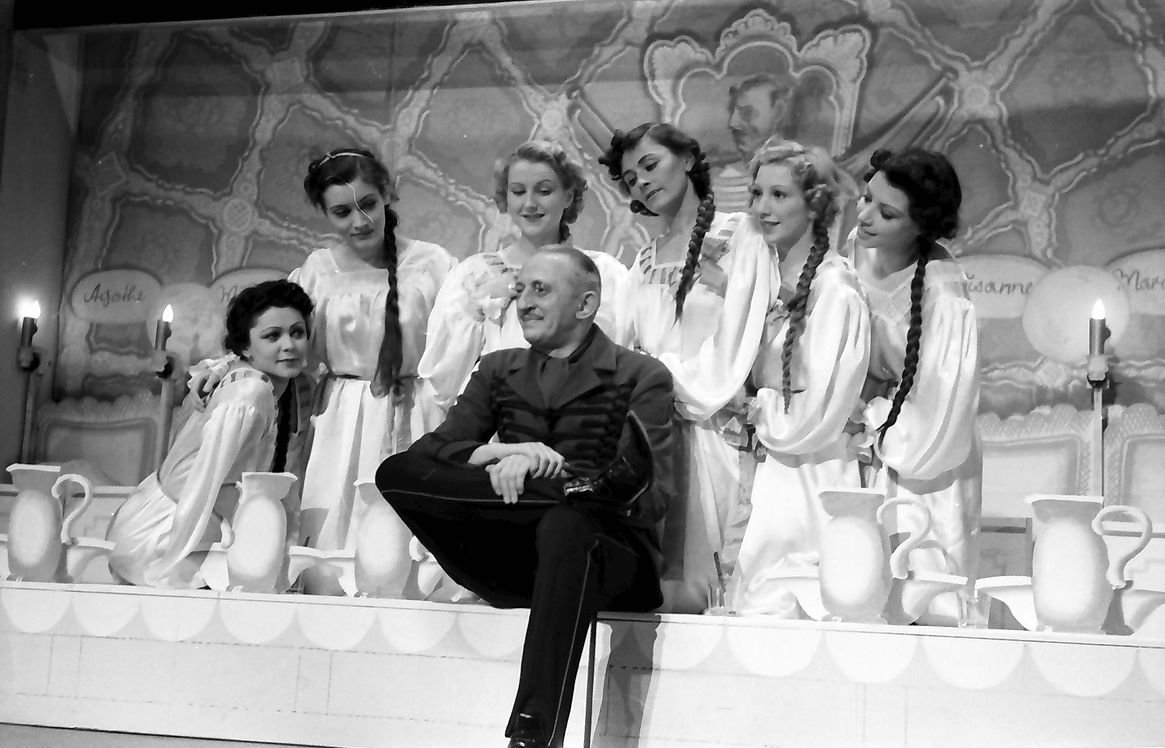
Egon Brosig im Kabarett der Komiker, 1939

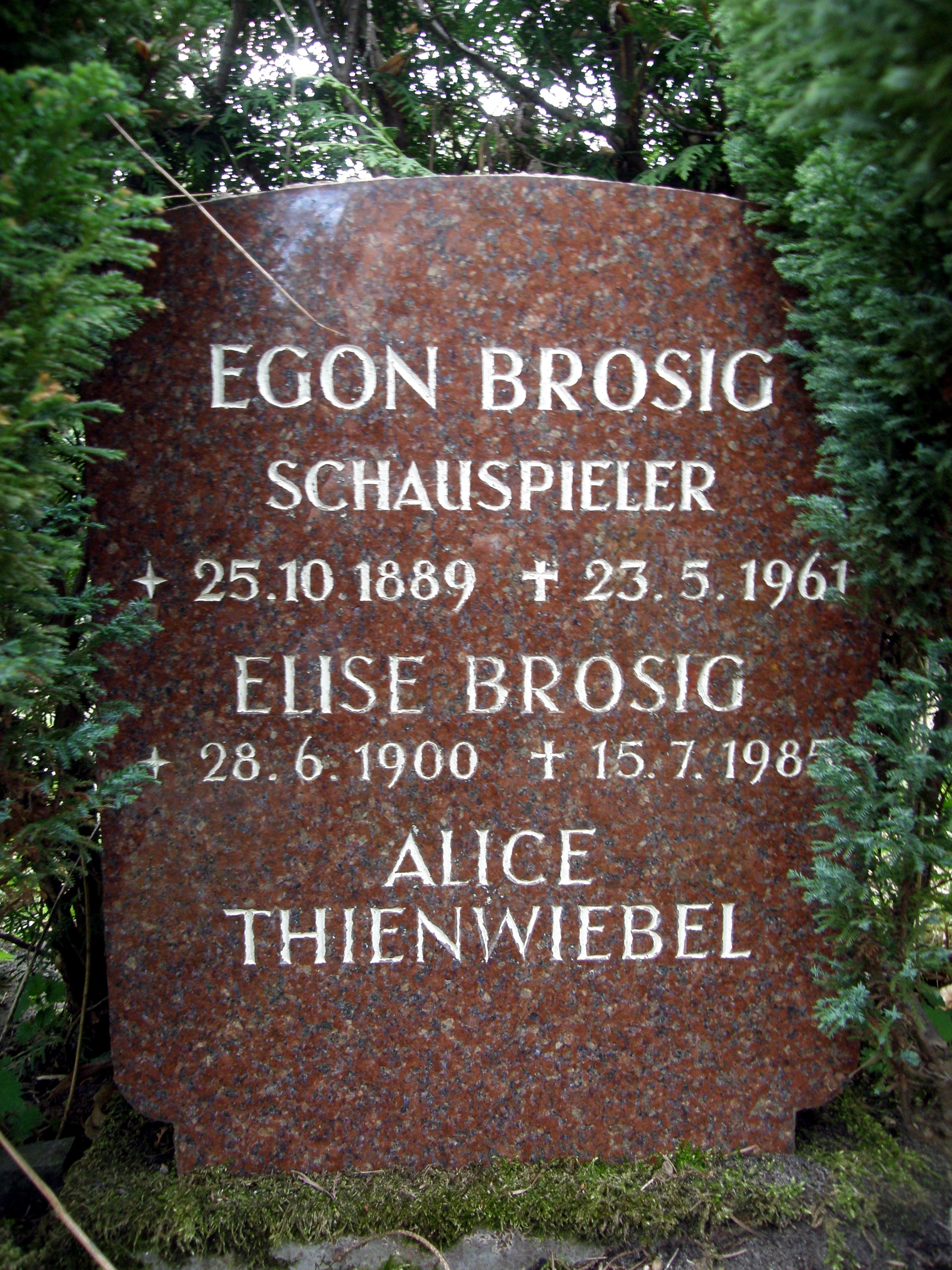
Grab von Egon Brosig auf dem Friedhof Wilmersdorf

Egon Brosig begann seine Karriere als Darsteller auf Bühnen in Salzbrunn und Kattowitz. 1915 kam er nach Berlin, wo er sich, wie auch in seiner zweiten Wahlheimat Hamburg, zu einem beliebten Operettenbuffo und Charakterkomiker in Revuen und Operetten entwickelte. Er galt zeitweilig als der renommierteste Buffo. Brosig stand 1944 in der Gottbegnadeten-Liste des Reichsministeriums für Volksaufklärung und Propaganda.
Nach Ende des Zweiten Weltkrieges war er an diversen Berliner Spielstätten beschäftigt, wie der Komischen Oper, dem Schillertheater, dem Renaissance-Theater sowie der tribuene.
Erste Filmerfahrung sammelte Brosig in der Stummfilmära. Mit Aufkommen des Tonfilms spielte er vorwiegend in Nebenrollen, darunter auch für die ostdeutsche Filmproduktionsgesellschaft DEFA, wo er unter anderem den Ministerpräsidenten in der Filmsatire Die seltsamen Abenteuer des Herrn Fridolin B. unter der Regie von Wolfgang Staudte spielte.
Seine letzte Ruhestätte fand Egon Brosig auf dem Friedhof Wilmersdorf in Berlin.

## Filmografie (Auswahl)
- 1922: Heinrich Heines erste Liebe – Vera-Filmwerke
- 1923: Wenn zwei sich lieben – Vera-Filmwerke
- 1931: Die Bräutigamswitwe
- 1932: Ein steinreicher Mann
- 1932: Gitta entdeckt ihr Herz
- 1933: La Vallière
- 1933: Ein Unsichtbarer geht durch die Stadt
- 1934: Der Herr der Welt
- 1934: Der alte und der junge König
- 1935: Hundert Tage
- 1935: Der Ammenkönig
- 1935: Familie Schimek
- 1936: Der Dschungel ruft
- 1936: Blinde Passagiere
- 1937: Wie einst im Mai
- 1938: Rätsel um Beate
- 1938: Menschen, Tiere, Sensationen
- 1939/41: Frauen sind doch bessere Diplomaten
- 1940: Alles Schwindel
- 1940: Der Herr im Haus
- 1940: Der Kleinstadtpoet
- 1941: Tanz mit dem Kaiser
- 1944: Die Frau meiner Träume
- 1944/48: Das kleine Hofkonzert
- 1948: Die seltsamen Abenteuer des Herrn Fridolin B.
- 1950: Das kalte Herz
- 1951: Corinna Schmidt
- 1952: Roman einer jungen Ehe
- 1954: So könnte es gewesen sein (Fernsehfilm)
- 1955: Das Fräulein von Scuderi
- 1956: Der Hauptmann von Köln
- 1958: Der lachende Vagabund
- 1960: Willy, der Privatdetektiv
- 1961: Die Kassette (Fernsehfilm)

## Theater
- 1933: Günther Bibo, Johann Móry: La Valliére – Regie: ? (Schillertheater Berlin)
- 1948: Carl Orff: Die Kluge (Kerkermeister) – Regie: Walter Felsenstein – (Komische Oper Berlin)